# Scheibenhard
Scheibenhard är en kommun i departementet Bas-Rhin i regionen Grand Est (tidigare regionen Alsace) i nordöstra Frankrike. Kommunen ligger i kantonen Lauterbourg som tillhör arrondissementet Wissembourg. År 2022 hade Scheibenhard 875 invånare.

## Befolkningsutveckling
Antalet invånare i kommunen Scheibenhard
| Referens: INSEE |